# Water User Association (Südafrika)
Die Water User Association, abgekürzt WUA (deutsch etwa: „Wassernutzerzweckverband“) ist  in Südafrika eine Körperschaft des öffentlichen Rechts, die durch das jeweils zuständige Ministerium nach den Bestimmungen des Kapitels 8 im National Water Act,  Act No. 36 of 1998 (NWA) errichtet werden kann. Es handelt sich um eine kooperative Vereinigung von individuellen Wassernutzern, deren Ziel es ist, zum gegenseitigen Nutzen wasserbezogene Aktivitäten zu unternehmen. Es wird zwischen speziellen (sectoral) und multifunktionellen (multi-sectoral) WUA’s unterschieden. Die Absicht zur Errichtung einer solchen Körperschaft muss durch den zuständigen Minister in der Government Gazette öffentlich bekanntgegeben werden.

## Ziele
WUA’s sollen verhindern, dass Wasser aus jeglichen Wasserressourcen verschwendet wird, durch:
- Schutz der natürlichen verfügbaren Wasservorräte,
- Verhütung einer unberechtigten Wassernutzung,
- die Entfernung oder Beseitigung unrechtmäßig platzierte Hindernisse in einem Wasserlauf sowie
- die Verhinderung jeglicher ungesetzlicher Handlung, die die Qualität des Wassers in irgendeiner Wasserressource beeinträchtigen kann.

WUA’s sollen die allgemeine Aufsicht über die Wasservorräte ausüben, auf Grundlage der
- Regulierung des Zuflusses aller Fließgewässer durch:
  - Beräumung ihres Flussbetts,
  - Reduzierung der Risiken für Landflächen bei Überflutungen,
  - Wiederherstellung des Flusslaufes, wenn er durch natürliche Ursachen verändert wurde.

WUA’s sollen die Erkundungen und Aufzeichnungen vornehmen zur Feststellung von:
- Wassermengen und den Schwankungen des Wasserstandes der Fließgewässer,
  - den Zeiten und
  - den Orten, wo Wasser auftreten kann, das von jeder Person verwendet werden kann, die berechtigt ist, Wasser aus einer Wasserressource zu nutzen.

WUA’s sollen den Bau, Kauf oder die anderweitige Beschaffung, die Kontrolle, den Betrieb und die Instandhaltung von wasserwirtschaftlichen Anlagen übernehmen, die:
- zu Drainagezwecken und
- zur Bereitstellung von Wasser für Bewässerungs- oder andere Zwecke erforderlich sind.

WUA’s sollen die Überwachung und Regulierung der Verteilung und Nutzung von Wasser aus einer wasserwirtschaftlichen Anlage gemäß begründeter Wassernutzungsansprüche durch Einrichtung und Instandhaltung von Anlagen tätigen, insbesondere durch:
- Messung und Aufteilung oder
- Kontrolle der Verteilung des fließenden Wassers.[3][4]

## Organisationsmodelle
Eine sektorbasierte WUA handelt im Interesse und in gemeinschaftlicher Absicht einer Gruppe untereinander ähnlicher Nutzer. Beispielsweise kann eine Gruppe sich entwickelnder Agrarunternehmen der Bewässerungsfeldwirtschaft oder ein Freizeitnutzungsprojekt eine sektorbasierte WUA bilden.
Eine auf mehreren Sektoren basierende WUA handelt im Interesse und im Interesse einer Kombination verschiedener Wassernutzungsziele, wie beispielsweise Umweltschutz, Forstwirtschaft, Bergbau und Bewässerung in gemeinsamer Weise.